# Mahaska (Kansas)
Mahaska – miasto w Stanach Zjednoczonych, w stanie Kansas, w hrabstwie Washington.